# Hipparchia neomiris
La banda amarilla corsa (Hipparchia neomiris) es una especie de lepidóptero de la familia Nymphalidae. Una especie endémica confinada a las islas de Córcega (donde está muy extendida comúnmente en las regiones montañosas), también en Cerdeña e isla de Elba.

## Biología
Las larvas de Hipparchia neomiris  se alimentan de Poaceae (gramíneas)

## Periodo de vuelo
Univoltino,  de mediados de junio a agosto. De 300 a 2000 metros.

## Hábitat
Pendientes rocosas abiertas con vegetación baja y maleza, normalmente en pinares.